# Michal Mihok
Michal Mihok (18. září 1926 Čaklov – asi 1953 Věznice Pankrác) byl slovenský dělník a protikomunistický odbojář odsouzený komunistickým režimem v politickém procesu k trestu smrti a popravený asi v roce 1953.
Narodil se v roce 1926 v Čaklově. Živil se jako dělník. Po komunistickém převratu v únoru 1948 se stal členem protikomunistického odboje, když se zapojil do křesťanské protirežimní organizace Biela légia, v rámci které založil vlastní odbojovou skupinu působící kolem Vranova nad Topľou, která sdružovala na šest desítek členů. Kromě šíření protirežimních letáků se například podílel na psaní výhružných dopisů funkcionářům KSČ v oblasti. V červnu 1951 odpálil bombu u domu jednoho z tamních významných komunistických funkcionářů, přičemž stejný čin měl v plánu zopakovat proti příslušníkovi SNB.

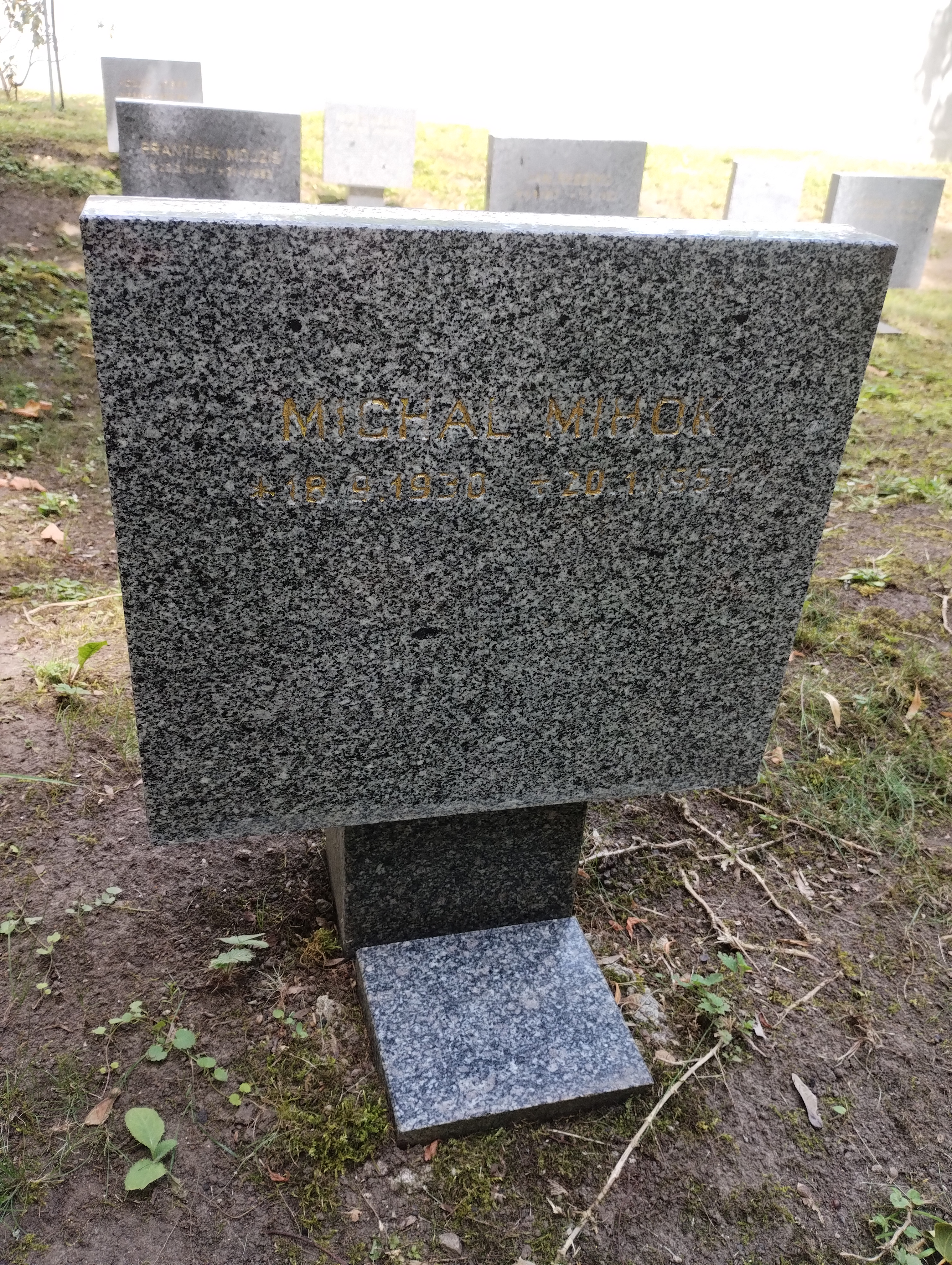
Symbolický náhrobek M. Mihoka na Čestném pohřebišti v Ďáblicích

Při své odbojové činnosti přitom spolupracoval například s českým odbojářem Bohumilem Gruberem. Řada členů Biele légie byla však později agenty Státní bezpečnosti zatčena, někteří z nich byli rovněž popraveni. Zatčen byl nakonec i Mihok, který byl posléze v politickém procesu v říjnu 1952 odsouzen k trestu smrti spolu s Gruberem, Františkem Bodnárem a Janem Rešetkem. Popraven byl někdy mezi lednem 1953 a lednem 1954 v pankrácké věznici, dosti možná 21. dubna 1953. V Čaklově byla k uctění jeho památky instalována pamětní deska.